# 阿氏羊舌鮃
阿氏羊舌鮃為輻鰭魚綱鰈形目鰈亞目鮃科的其中一種，為溫帶海水魚，分布於東印度洋澳洲塔斯馬尼亞島海域，體長可達16.9公分，棲息在底層水域，生活習性不明。

## 扩展阅读
維基物種上的相關：阿氏羊舌鮃